# Edouard Ranaivo
Edouard Ranaivo (* 6. Mai 1894 in Ambohimianina; † 30. April 1959 in Tananarive) war ein madagassischer römisch-katholischer Geistlicher und Bischof von Miarinarivo.

## Leben
Edouard Ranaivo empfing am 18. Februar 1925 das Sakrament der Priesterweihe für das Apostolische Vikariat Tananarive (später Erzbistum Tananarive).
Am 24. Juni 1958 ernannte ihn Papst Pius XII. zum Bischof von Miarinarivo. Der Erzbischof von Tananarive, Victor Sartre SJ, spendete ihm am 21. September desselben Jahres in Miarinarivo die Bischofsweihe; Mitkonsekratoren waren der Bischof vom Antsirabé, Claude Rolland MS, und der Bischof von Tamatave, Jules-Joseph Puset SMM.